# Old Trafford
Old Trafford és un estadi de futbol situat al districte suburbà de Trafford a la ciutat de Manchester, al nord-oest d'Anglaterra. Allà hi juga els seus partits com a local el Manchester United FC, que competeix a la FA Premier League. Té capacitat per a 75.957 espectadors, Old Trafford és el segon estadi amb més capacitat d'Anglaterra només superat pel Wembley Stadium, el tercer del Regne Unit i l'onzè d'Europa. L'estadi es troba aproximadament a vuit-cents metres de l'Old Trafford Cricket Ground i de l'adjacent estació de Metrolink.
El camp, conegut amb el nom popular de the Theatre of Dreams (el Teatre dels Somnis) gràcies a Bobby Charlton, ha estat la casa del Manchester United des del 1910, amb l'excepció dels anys 1941 fins al 1949, després del bombardeig de la Segona Guerra Mundial. Durant aquest període el club va compartir el Maine Road amb els seus rivals, el Manchester City FC. El camp s'ha sotmès a diverses expansions durant la dècada dels 90 i del 2000, la més significativa va ser la construcció d'un nou pis a les grades Nord, Oest i Est i que va servir per tornar, gairebé, a la capacitat original de l'estadi de 80.000 espectadors. Una futura expansió, probablement afegint un nou pis a la graderia Sud podria elevar la capacitat fins a quasi 90.000 espectadors. L'actual record de capacitat és del 1939, quan 76.962 espectadors van presenciar el partit de semifinals de l'FA Cup entre el Wolverhampton Wanderers i el Grimsby Town.
Aquest camp ha estat sovint, seu de partits de semifinals de l'FA Cup com a estadi neutral i, també, s'hi han disputat diversos partits mentre es construïa el Wembley Stadium. Competicions internacionals com la Copa del Món de Futbol de 1966, l'Eurocopa de 1996 o la Final de la Lliga de Campions del 2003 també s'han disputat en aquest estadi. Més enllà dels partits de futbol, diversos partits de rugbi, com la final del Campionat del món de rugbi del 2000, també han tingut Old Trafford com a seu.

## Història

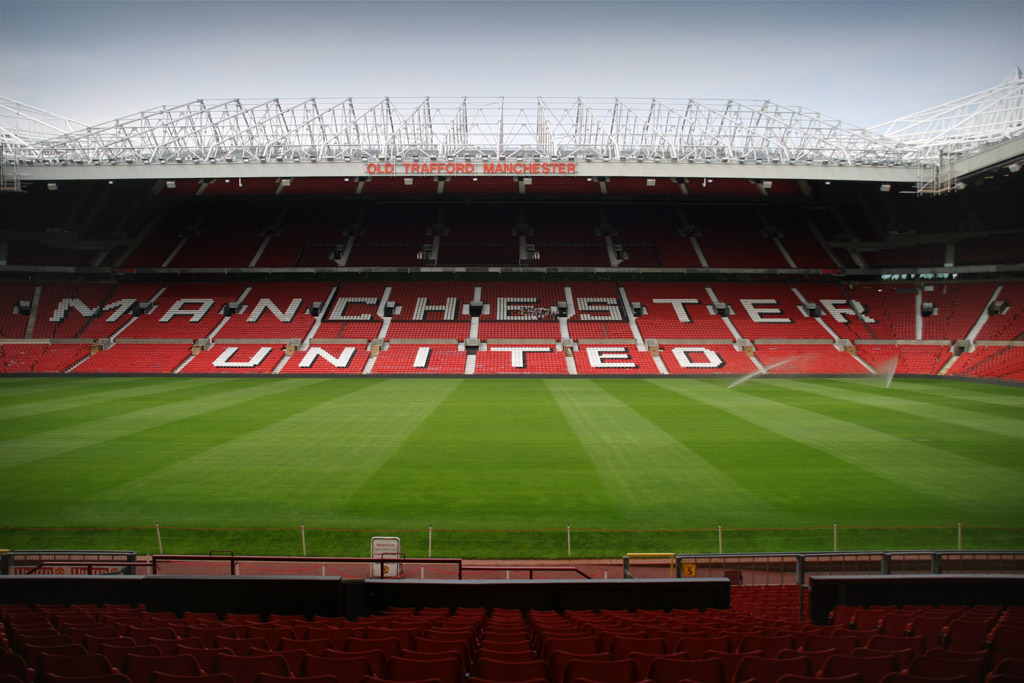
L'interior de l'estadi Old Trafford després de la seva recent ampliació el 2006.

El Newton Heath inicialment va disputar els seus partits com a local en un camp situat a North Road, a prop de l'empresa ferroviària a la qual pertanyia el club. La seva capacitat original era d'unes 12.000 persones, encara que els funcionaris del club van considerar que la capacitat de les instal·lacions era insuficient per a un club que aspirava a unir-se a la Football League. El 1887 es va dur a terme un procés d'expansió del camp i, el 1891, el Newton Heath va usar les seves reserves financeres —que no eren abundants en aquesta època—, per comprar dues tribunes, cadascuna capaç d'albergar a 1.000 espectadors. Encara que no es van registrar assistents a molts dels primers partits a North Road, la major assistència de la qual es té registre va ser d'aproximadament 15.000 persones, per a un partit de la First Division contra el Sunderland el 4 de març de 1893. Una assistència similar havia ocorregut prèviament durant un partit amistós contra el Gorton Villa, el 5 de setembre de 1889.
Al juny de 1893, després que el club fos desallotjat de North Road pels seus amos, Manchester Deans and Canons —els qui sentien que era inadequat per al club cobrar una quota per ingressar al camp—, el secretari A. H. Albut va decidir usar l'àrea de Bank Street, a Clayton. En un inici no tenia graderies; les primeres es van construir per al començament de la temporada 1893-94. Una abastava tota l'extensió del terreny de joc en un costat, i l'altra es trobava darrere de la porteria en el «Bradford end» —«extrem Bradford». A l'extrem oposat, el «Clayton end», el camp havia estat «construït, proporcionant-se milers per a aquesta àrea [sic]». El primer partit de lliga disputat pel Newton Heath a Bank Street va ser contra el conjunt de Burnley FC l'1 de setembre de 1893, quan 10.000 espectadors van veure a Alf Farman marcar una tripleta, els únics gols del Newton Heath en el seu triomf per 3-2. Els seients restants es van completar per al següent partit de la lliga contra el Nottingham Forest, tres setmanes després. A l'octubre de 1895, abans de la visita del Manchester City, el club va adquirir una tribuna amb una capacitat de 2.000 seients del club de rugbi league Broughton Rangers, a més d'incorporar una altra tribuna en el «costat reservat» —per diferenciar-ho del «costat popular». No obstant això, el clima d'aquesta època va limitar l'assistència per al partit contra el Manchester City a només 12.000 espectadors.
Una vegada que el camp de Bank Street es va tancar temporalment per assumptes judicials el 1902, el capità Harry Stafford va recaptar prou diners per a pagar el següent partit del club com a visitants contra el Bristol City i va trobar un local temporal a Harpurhey per als següents partits de reserva contra el Padiham. Després d'una inversió financera, el nou president del club J. H. Davies va pagar 500 lliures per erigir una nova tribuna de 1.000 seients a Bank Street. En els següents quatre anys, l'estadi es va cobrir de seients en els seus quatre costats i va poder albergar a un aproximat de 50. 000 espectadors, alguns dels quals podien mirar els partits des del mirador situat damunt de la tribuna central.
No obstant això, després del primer títol de lliga del Manchester United el 1908 i la FA Cup un any després, es va determinar que el Bank Street era massa restrictiu respecte a l'ambició de Davies; al febrer de 1909, sis setmanes abans del primer títol de la FA Cup de l'equip, es va nomenar a Old Trafford com la nova seu del Manchester United després d'adquirir el terreny per al voltant de 60.000 lliures. L'arquitecte Archibald Leitch va obtenir un pressupost de 30.000 lliures per dur a terme la construcció de l'estadi; els plans originals consistien en un recinte amb una capacitat de 100.000 assistents, encara que les limitacions del pressupost van obligar al fet que el projecte es reduís a només 77.000 seients. La construcció de l'edifici va recaure al seu torn en la constructora Messrs Brameld i Smith, de Manchester. La major assistència a l'estadi es va registrar el 25 de març de 1939, quan es va disputar la semifinal de la FA Cup entre el Wolverhampton Wanderers FC i el Grimsby Town i es va aconseguir una assistència de 76.962 persones.
Els bombardejos durant la Segona Guerra Mundial van destruir gran part de l'estadi. El túnel central de la graderia sud va ser l'única cosa que va quedar d'aquella època. Al final de la guerra, el club va obtenir una compensació per part de la War Damage Commision per un total de 22.278 lliures. Mentre el procés de reconstrucció es duia a terme, l'equip va disputar els seus partits com a local a l'estadi Maine Road del Manchester City. A l'any, el Manchester United va haver de pagar 5.000 lliures conjuminat a un percentatge nominal sobre les entrades de cada partit. Posteriors millores van incloure l'addició dels sostres, primer a l'extrem Stretford i després a les tribunes de les zones nord i est. Els sostres eren sostinguts per pilars que obstruïen la visió de molts espectadors, per la qual cosa van ser substituïts eventualment amb una estructura de mènsula. L'extrem Stretford va ser de fet l'última zona de l'estadi a la qual se li va proporcionar l'estructura de mènsula, la qual es va completar a temps per a la temporada de 1993-94. El 25 de març de 1957 es van estrenar quatre torres de 180 peus (55 m) que van tenir un cost de 40.000 lliures, cadascuna amb una capacitat de 54 reflectores individuals. Aquestes es van desmantellar el 1987 per ser reemplaçades per un sistema d'il·luminació integrat en el sostre de cada tribuna, el qual roman en l'actualitat.
El 1993 l'informe Taylor va exigir que per a un estadi com Old Trafford la capacitat mínima devia ser de 44.000 espectadors. El 1995 la zona nord es va redissenyar en tres nivells, amb el qual es va restaurar així la capacitat a aproximadament 55.000 espectadors. Per al final de la temporada 1998-99, es van afegir segons nivells a les tribunes est i oest de l'estadi, aconseguint-se una nova capacitat de gairebé 67.000 assistents, i entre juliol de 2005 i maig de 2006 es van afegir més seients per mitjà dels segons nivells en els quadrants nord-oest i nord-est. Alguns dels nous seients es van utilitzar per primera vegada el 26 de març de 2006, quan es va registrar un nou rècord d'assistència a la Premier League de 69.070 espectadors. El rècord anterior va ser vençut el 31 de març de 2007, quan es va registrar una assistència de 76.098 espectadors al partit entre el Manchester United i el Blackburn Rovers, conjunt que van derrotar per 4-1, amb solament 114 seients desocupats (un 0,15% de la capacitat total d'Old Trafford de 76.212 seients). El 2009 es van reorganitzar els seients i es va reduir la capacitat a 75.957 espectadors. Per a la temporada 2012-13, havien 75.765 seients disponibles per a l'audiència.

### Construcció i primers anys

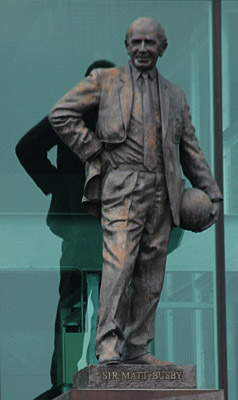
Estàtua de Matt Busby amb vista a la grada Est.

Abans del 1902, el Manchester United era conegut amb el nom de Newton Heath, durant aquells primers anys l'equip va jugar els seus partits a North Road i després a Bank Street a Clayton. Això no obstant, tots dos camps van ser abandonats per les seues pèssimes condicions, la grava a North Road i el fum de les fàbriques pròximes a Bank Street en van ser els motius principals. Per això, després de rescatar el club de prop de la fallida i del canvi de nom, el nou president John Henry Davies va decidir, el 1909, que l'Estadi de Bank Street no era apte per a un equip que acabava de guanyar la First Division i l'FA Cup, així, va donar fons per a la construcció d'un nou estadi. Sense la intenció de gastar-se els diners frívolament, Davies va buscar un terreny adequat a Manchester, abans de trobar l'emplaçament del canal Bridgewater, prop de Warwick Road, a Old Trafford.
Dissenyat per l'arquitecte escocès Archibald Leitch, el qual ja havia dissenyat altres estadis, el camp va ser originalment concebut per a tenir una capacitat de 100.000 espectadors. La grada Sud amb seients i sota cobert, mentre que les restants tres grades es van deixar com a terrasses i sense cobert. Incloent la compra del terreny, la construcció de l'estadi va tenir un cost original de £60,000. Això no obstant, com el cost va començar a créixer, per a arribar a la desitjada capacitat hi hauria un cost extra de £30,000 per sobre de l'estimat a l'inici del projecte i, després del consell del secretari del club, J. J. Bentley, la capacitat va ser reduïda a 80.000 espectadors.
El maig del 1908, Archibald Leitch va escriure al Cheshire Lines Committee (CLC) -els quals disposaven d'un dipòsit adjacent al lloc proposat per a la construcció de l'estadi- en un intent de persuadir-los perquè subvencionessin la construcció de la tribuna al costat de la via fèrria. La subvenció hauria d'arribar a la suma de £10.000, a ser pagats a raó de £2.000 per any durant cinc anys o, sinó, la meitat dels guanys en la venda d'entrades de la tribuna fins que el préstec fos pagat. Això no obstant, a pesar de les garanties per al préstec procedents del mateix club i de dos fàbriques de cervesa, presidides totes dues pel president del club, el Cheshire Lines Committee va desestimar l'acord. El CLC havia planejat construir una nova estació al costat mateix de l'estadi, amb la promesa d'un pagament anticipat de £2.750 per any en les tarifes de compensació de les £9.800 de construcció de l'estació. L'estació de Trafford Park va ser construïda, però molt per sota del previst originalment. El CLC va acabar construint una modesta estació feta amb una plataforma de fusta, just al costat de l'estadi, va obrir el 21 d'agost del 1935. Inicialment va rebre el nom d'United Football Ground, però va ser redenominada com a Old Trafford Football Ground a principis del 1936. Els dies de partit diversos trens a vapor enllaçats des de l'Estació Central de trens de Manchester cobrien el servei.
La construcció va ser duta a terme per Messrs Brameld and Smith de Manchester i la construcció es va finalitzar a finals del 1909. El partit inaugural es va disputar el 19 de febrer de 1910, amb el United jugant d'amfitrió contra el Liverpool FC. Tot i això, els locals no van ser capaços de donar als seus seguidors una victòria per celebrar l'ocasió, el Liverpool va guanyar 4-3. Un periodista present al partit va dir de l'estadi "és el més bonic, el més espaiós i el més extraordinari que jo he vist mai. Com a camp de futbol no té rival al món, és un honor per a Manchester i la llar d'un equip que pot fer meravelles quan hi estiguin disposats".
Abans de la construcció de l'Estadi de Wembley el 1923, la final de la FA Cup s'havia disputat a diversos camps, incloent-hi Old Trafford. La primera d'aquestes finals va ser la del 1911, en el partit de desempat entre el Newcastle United i el Bradford City. El Bradford va guanyar per 1-0, gol marcat per Jimmy Speirs, al partit hi van assistir 58.000 espectadors. La segona final que s'hi va disputar va ser el 1915 entre el Sheffield United i el Chelsea FC. El Sheffield va guanyar per 3-0 davant d'uns 50.000 espectadors, molts dels quals eren militar motiu pel qual es coneix aquesta final com "the Khaki Cup Final". El 27 de desembre de 1920, Old Trafford va ser seu del partit del United amb més espectadors abans de la Segona Guerra Mundial, en un partit que enfrontava els diables vermells contra l'Aston Villa, el partit acabà amb un 1-3 desfavorable. El primer partit de futbol internacional es va disputar a Old Trafford el 17 d'abril de 1926, enfrontava a Anglaterra contra Escòcia, el resultat va ser de 0-1 a favor dels escocesos, 49.429 espectadors van presenciar el partit. Excepcionalment, el rècord d'assistència a Old Trafford no és amb un partit del Manchester United, sinó, en una semifinal de l'FA Cup entre el Wolverhampton Wanderers FC i el Grimsby Town. Partit jugat el 25 de març del 1939 amb 79.962 espectadors a les grades.

### Bombardejos durant la guerra
El 1936, com a part d'unes reformes per valor de £35.000, es va cobrir, per primer cop, la graderia d'United Road (actualment la Grada Nord) amb una teulada de 80 iardes de llargada. El 1938 es van cobrir els corners del gol sud. Al començament de la Segona Guerra Mundial, va ser pels militar per a utilitzar-lo de magatzem. El futbol va continuar jugant-se a l'estadi, però bombardeig alemany a Trafford Park el 22 de desembre de 1940 va malmetre l'estadi fins al punt que el partit del dia de Nadal contra l'Stockport County va haver de disputar-se al seu camp. El futbol es va reprendre a Old Trafford el 8 de març de 1941, però un nou bombardeig alemany l'11 de març de 1941 va destruir gran part de l'estadi, principalment la Tribuna (actualment la Grada Sud), forçant al club a marxar a Cornbrook Cold Storage, propietat del president del United, James W. Gibson. Posteriorment, la pressió de Gibson, va portar al United a cobrar de la £4.800 per a treure la runa i £17.478 per a reconstruir les grades. Durant la reconstrucció de l'estadi el Manchester United va jugar els seus partits com a local a Maine Road, l'estadi dels seus rivals, el Manchester City FC, amb un cost de £5.000 per any i part del guanys de la venda d'entrades. El club es trobava llavors amb un deute de £15.000, fet encara més agreujat per l'alquiler de Maine Road. El parlamentari laborista per Stoke, Ellis Smith, va intentar aconseguir un augment de la compensació per al club, però va ser en va. Tot i això, Old Trafford va ser reobert el 1949, encara que sense cobrir. Això significa que el Manchester United no hi va jugar cap partit com a local gairebé durant 10 anys. De fet, el primer partit va ser el 24 d'agost de 1949 amb 41.748 espectadors, contra el Bolton Wanderers, el partit va acabar 3-0 a favor del United.

### Finalització del pla mestre

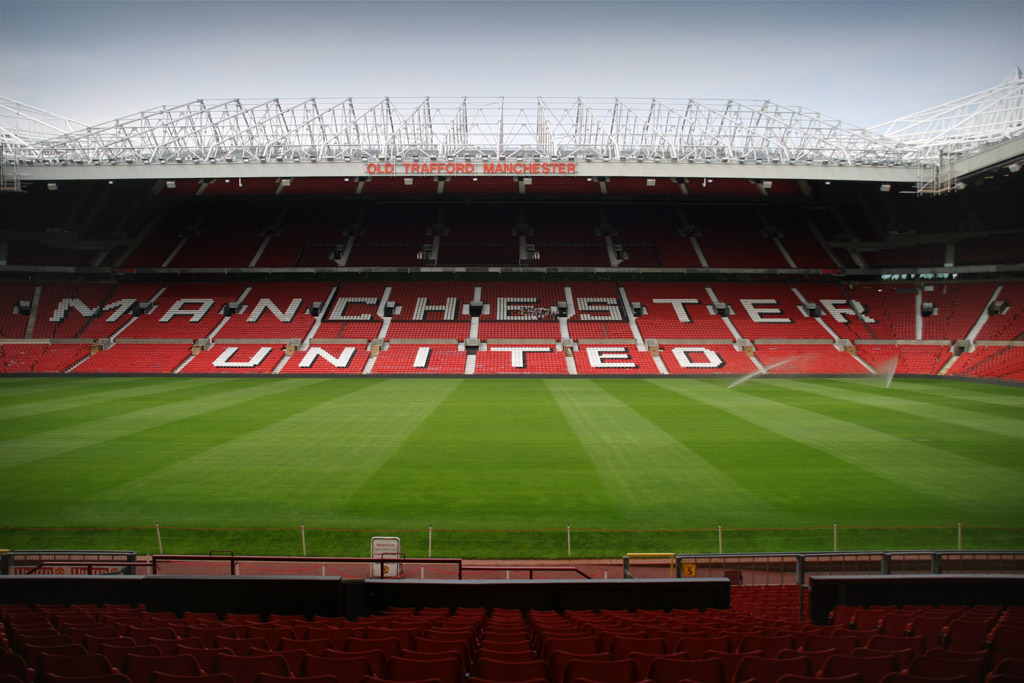
L'interior de l'estadi Old Trafford després de la seva recent expansió el 2006.

El 1951 es va refer el sostre que cobria la Tribuna, poc després, es van completar la resta de grades. L'operació va culminar cobrint l'Stretford End (actualment Grada Oest) el 1959. El club també va invertir £40.000 amb la instal·lació de nous focus de llum, d'aquesta manera l'estadi quedava preparat per a la disputa de partits europeus que es disputaven alguns vespres entre setmana i s'estalviava el fet de jugar els partits a Maine Road. Per evitar problemes amb les ombres, dues petites seccions del sostre de Tribuna van ser tallades. El primer partit jugat amb llum artificial va ser el 25 de març de 1957, partit que enfrontava el Manchester United amb el Bolton Wanderers.
Tot i que ara els espectadors serien capaços de veure partits a la nit, encara haurien de patir el problema de visualització que provocaven alguns dels pilars que sostenien els coberts. Amb la Copa del Món de 1966 es va haver de redissenyar la grada United Road. Els vells pilars van ser substituïts el 1965 per una arquitectura més moderna, que permetia una visió neta als espectadors, també es va ampliar la capacitat amb 20.000 espectadors (10.000 asseguts i 10.000 de peu) amb un cost de £350.000. Els arquitectes de la nova grada, Mather and Nutter (actualment Atherden Fuller), van reorganitzar la grada per tenir una terrassa a la part davantera, una gran zona per seure al darrere i les primeres llotges privades en un camp de futbol britànic. La Grada Est, l'única que quedava per cobrir, va ser remodelada seguint el mateix estil l'any 1973. Amb les dues primeres grades convertides amb voladisses, els propietaris del club van dissenyar una pla a llarg termini per a fer el mateix a les dues altres graderies de l'estadi i, convertir l'estadi amb una espècie de bol. El qual serviria per incrementar l'atmosfera hostil cap a l'adversari, ja que el soroll es concentraria més en el camp. Mentrestant, l'estadi va acollir la seva tercera final de l'FA Cup (1970), 62.078 espectadors van veure el partit de desempat entre el Chelsea i el Leeds United, partit que va guanyar el Chelsea 2-1. El camp també va ser seu del partit de tornada de la Copa Intercontinental del 1968, entre l'Estudiantes de La Plata i el Manchester United. La dècada del 1970 va veure l'increment de la violència en el futbol britànic i un incident amb llançament de ganivets el 1971 va forçar el club a aixecar la primera tanca perimetral del país, restringint als seguidors l'accés al terreny de joc d'Old Trafford.
El 1973 es va completar el cobert en tota la circumferència de l'estadi, amb l'afegit de 5.500 seient més i la substitució del vell marcador manual per un electrònic al corner nord-est. Després, el 1975, amb un pressupost de £3 million va iniciar-se una nova ampliació, es va començar afegint una Sala Executiva a la Tribuna.